# ベルナルド・モランド

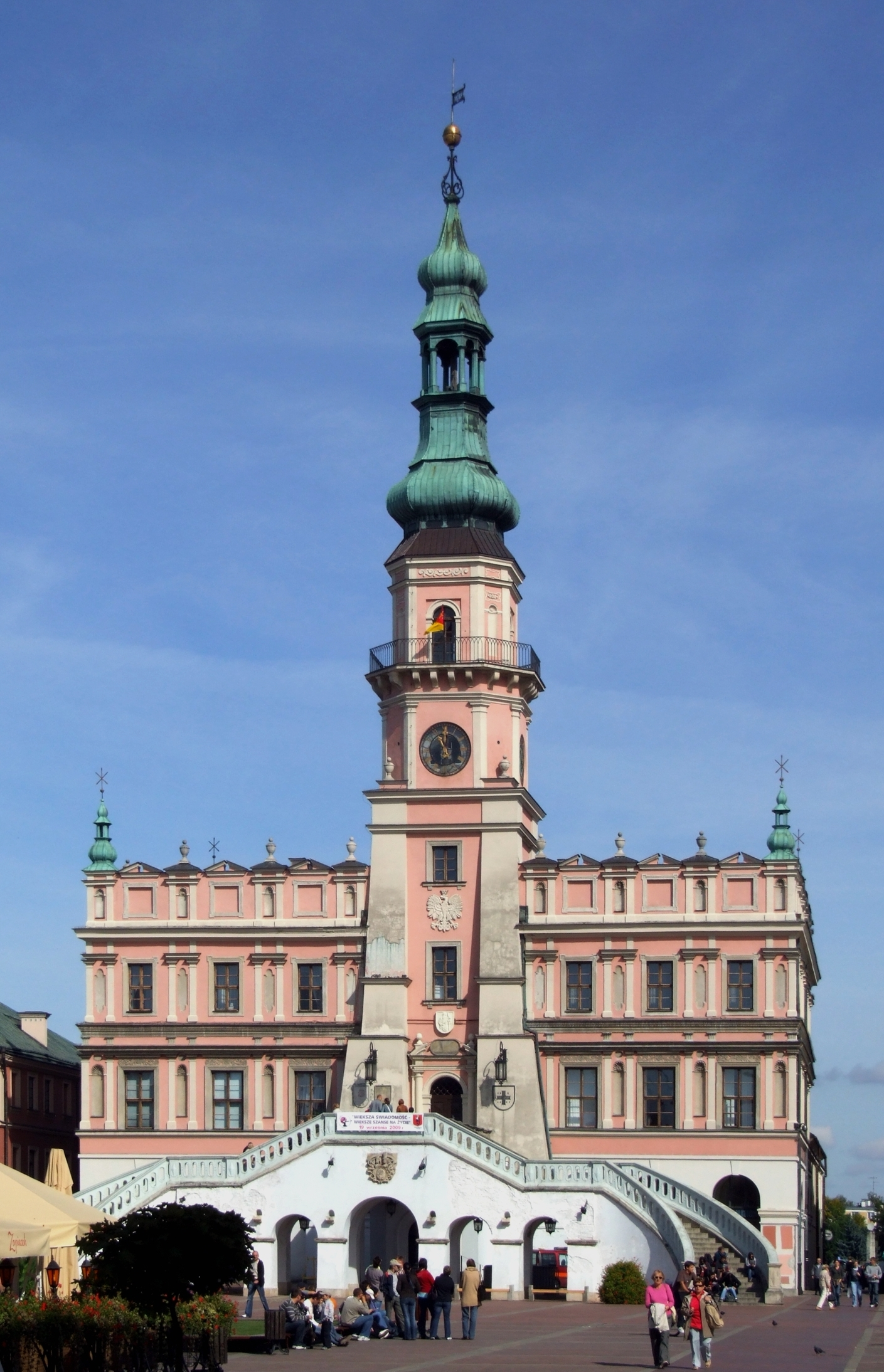
ザモシチ市庁舎

ベルナルド・モランド（Bernardo Morando、1540年ころ - 1600年）は、ヴェネツィア共和国出身のイタリア人建築家である。名はベルナルディーノ (Bernardino) 、姓はモランディ (Morandi) とも記される。モランドは、ルネサンスの「理想都市」の理論を模範としたザモシチの計画都市を設計した人物として知られている。

## 生涯
モランドは、パドヴァまたはヴェネツィアにおいて1540年ころに生まれた。1569年にポーランドに移住し、建築家として働き始めた。 1578年7月1日、モランドは、ポーランド・リトアニア共和国において最も裕福な富豪のひとりであったヤン・ザモイスキとの間で、理想の都市および要塞を建設する計画のための契約を締結した。ルネサンス時代におけるポーランドの貴族たちは極めて裕福であったため、多額の資金を消費しえただけでなく、王室からの徴税を免れるためにその財産を投資する新たな投資先を探す動機も有していた。ザモイスキは当時王冠領大法官およびヘトマンに就任しており、112の都市と612の村の合計17,500km²を支配していたのに加え、ザモイスキ自身のポーランド・リトアニア共和国内の領地は11の都市および200の村の合計6,400km²に及んでいた。ザモイスキの領地は国の中の別の国のような機能を有しており、ザモイスキは、王室により課せられる税や義務を回避し、また自身の領地内の首都のような機能を果たさせるため、ザモシチの街を建設することとした。
1586年までに、モランドは新しい都市の計画を準備し、ルブリン門、武器庫、ザモイスキの宮殿などの、初期の著名なモニュメントの建設を監督した。1587年から1594年の間にモランドは、市庁舎と、アルプス山脈北側では最も著名な古典的ルネサンス建築の一例である大学教会の建設を監督した。これらはモランドの死去の2年前である1598年に完成した。これらの著名なプロジェクトのほかにも、ザモシチでの滞在中、モランドは大邸宅や有名な星形要塞の建設の監督も行った。ザモシチの建設は成功し、建設開始からわずか11年後には26区画しか空き地が残っていないほどであった。しかし、モランドの後継者アンドレア・デラクア（Andrea dell'Aqua）が要塞を完成させたのは1620年代になってからであった。その後数年間の間に、ザモシチ・アカデミーおよび多くの教会が建設された。
ザモシチの街のほか、モランドは二つのより小さな要塞都市トマシュフ・ルベルスキおよびシャールホロド（当時のポジーリャ、現在のウクライナに所在）の建設計画も作成した。
モランドは、ザモイスキに対する功労のために、ザモシチに2つの大邸宅を与えられた。1591年から1593年の間、モランドはザモシチの市長も務め、貴族の地位を与えられた。モランドはカタジナ（Katarzyna）と結婚し、6人の子をもうけた。モランドの子孫はポーランド風にモレンダ（Morenda）の姓を名乗り、モランドに与えられたMoraの紋章を使用した。モランドは1600年にザモシチで死去し、建設されたばかりの大学教会に埋葬された。

## 死後
モランドの息子の1人であるガブリエル・モレンダは、パドヴァ大学で医学博士号を取得し、ザモシチに戻り、市長および裁判官となった。 ガブリエルは、父であるモランドの計画により建設されたザモシチ・アカデミーにおいて数学の教授も務めた。
ザモシチはその後、国連の世界遺産リストに1992年に追加され、ヨーロッパにおける最も貴重な都市に数えられている。